# Storia delle funzioni trigonometriche
La storia delle funzioni trigonometriche si estende per circa 4000 anni. Vi sono delle prove che indicano che i babilonesi furono i primi ad usare (pur in forma ancora primitiva) delle funzioni trigonometriche, in base ad una tabella di numeri scritta su una tavola cuneiforme babilonese, Plimpton 322 (risalente a circa il 1900 a.C.), che si può interpretare come una tavola di secanti. Vi è, tuttavia, un dibattito ancora aperto sul fatto che essa fosse una tavola trigonometrica o no. Il più antico uso della funzione seno appare nel Sulba Sutras scritto nell'antica India fra l'ottavo e il sesto secolo a.C., che calcola correttamente il seno di π/4 (45°) come 1/√2 in una procedura per il problema opposto della quadratura del cerchio, sebbene non fosse ancora stata sviluppata la nozione di seno in senso generale.

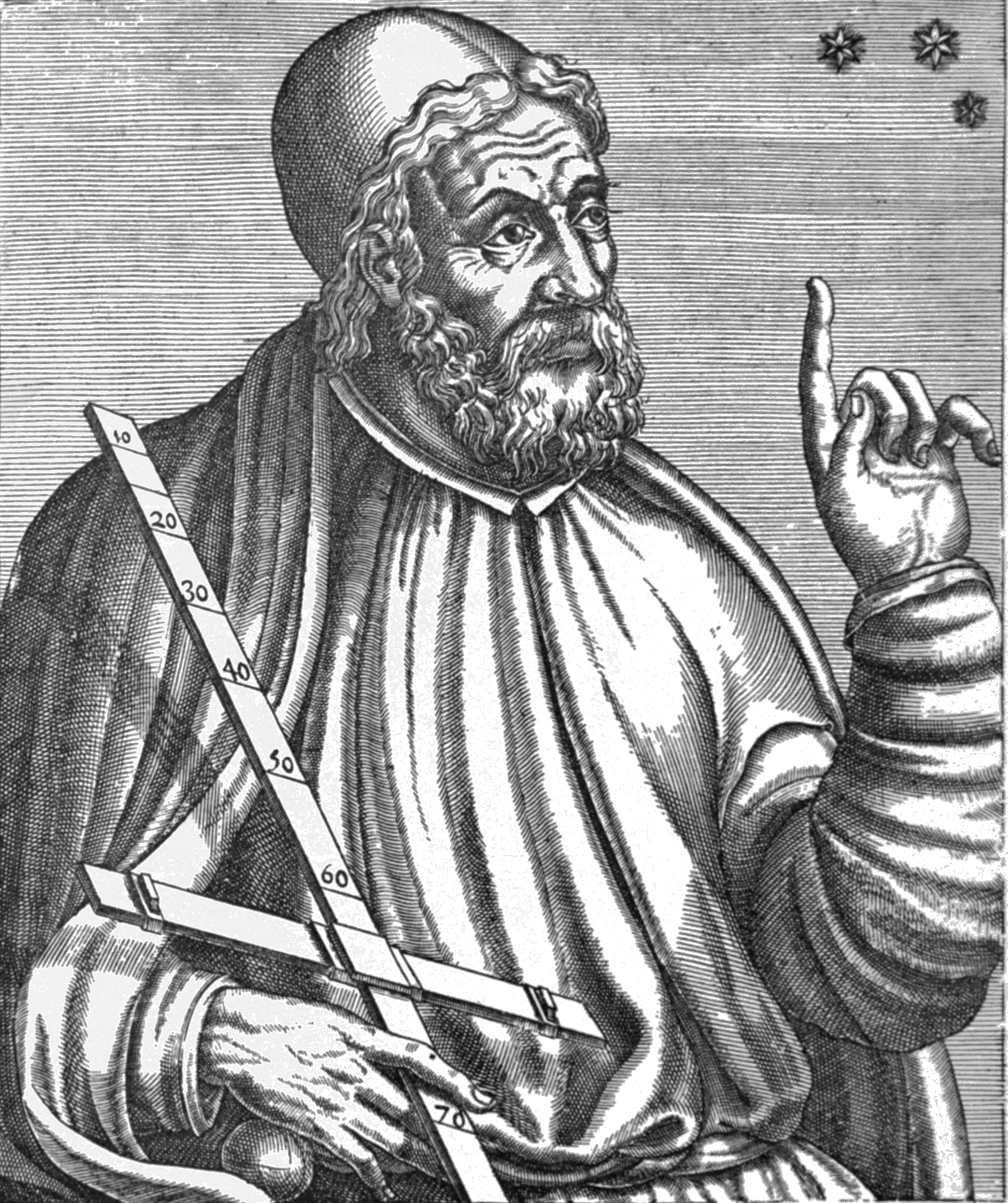
Una rappresentazione d'artista di Claudio Tolomeo

## Descrizione
Le funzioni trigonometriche furono inventate da Ipparco di Nicea (180-125 a.C.), che tabulò le lunghezze degli archi di circonferenza (angolo α moltiplicato per il raggio r) insieme alla lunghezza delle corde sottese (2r sin(α/2)). Nel II secolo Claudio Tolomeo dell'Egitto estese questo lavoro nel suo Almagesto, derivando formule di addizione/sottrazione equivalenti a sin(α + β) e cos(α + β). Tolomeo ricavò l'equivalente della formula di bisezione sin2(α/2) = (1 − cosα)/2, e stilò una tabella dei suoi risultati. Né le tavole di Ipparco, né quelle di Tolomeo ci sono pervenute, nonostante le descrizioni di altri autori antichi lascino pochi dubbi sulla loro esistenza.
Dopo le conquiste di Alessandro, la trigonometria ellenistica fu studiata a fondo da studiosi indiani. Il matematico e astronomo Aryabhata (476–550), nella sua opera Aryabhata-Siddhanta, definì per la prima volta il seno come la relazione moderna fra la metà di un angolo e la metà della corda, definendo anche il coseno, il senoverso, e l'inverso del seno. Le sue opere contengono anche le più antiche tavole pervenuteci dei valori del seno e del senoverso (1 − coseno), per intervalli di 3,75° da 0° a 90°, con un'accuratezza di 4 cifre decimali. Egli usò le parole jya per il seno, kojya per il coseno, ukramajya per il senoverso, e otkram jya per l'inverso del seno. Le parole jya e kojya divennero in seguito seno e coseno per via di un errore di traduzione.
La parola moderna seno è derivata dalla parola latina sinus, che significa "baia" o "insenatura", a causa di un errore di traduzione (dall'arabo) della parola sanscrita jiva, altrimenti detta jya. Aryabhata usava il termine ardha-jiva ("metà-corda"), che venne abbreviato in jiva e quindi translitterato dagli Arabi come jiba (جب). I traduttori europei come Roberto di Chester e Gerardo di Cremona, nella Toledo del dodicesimo secolo, confusero jiba per jaib (جب), che significa "baia", probabilmente perché jiba (جب) e jaib (جب) sono scritti allo stesso modo nella scrittura araba (che, nella sua forma più comune, non fornisce al lettore informazioni complete sulle vocali).
Altri matematici indiani estesero successivamente i lavori di Aryabhata sulla trigonometria. Varāhamihira sviluppò le formule sin2x + cos2x = 1, sin x = cos(π/2 − x), e (1 − cos(2x))/2 = sin2x. Bhaskara I costruì una formula per calcolare il seno di un angolo acuto senza l'uso di tavole. Brahmagupta sviluppò la formula 1 − sin2x = cos2x = sin2(π/2 − x), e la formula di interpolazione di Brahmagupta per calcolare i valori del seno, che è un caso particolare della formula di interpolazione di Newton–Stirling fino al secondo ordine.
Le opere indiane furono in seguito tradotte ed ampliate dai matematici musulmani. Il matematico persiano Muḥammad ibn Mūsā al-Ḵwārizmī compilò tavole dei seni e delle tangenti, e contribuì anche alla trigonometria sferica. A partire dal X secolo, nelle opere di Abu'l-Wafa, i matematici musulmani usavano già tutte le sei funzioni trigonometriche principali, e possedevano tavole per i seni con incrementi di 0,25°, con una precisione di 8 cifre decimali, come pure tavole dei valori delle tangenti. Abu'l-Wafa sviluppò anche la formula trigonometrica sin 2x = 2 sin x cos x. Il matematico persiano Omar Khayyam risolse le equazioni cubiche tramite soluzioni numeriche approssimate trovate per interpolazione nelle tavole trigonometriche.
Tutte queste opere pionieristiche sulla trigonometria erano interessati principalmente alle applicazioni all'astronomia; probabilmente la prima trattazione della trigonometria come materia a sé stante fu quella del matematico indiano Bhaskara II e del persiano Nasir al-Din Tusi, che trattavano anche il teorema dei seni ed elencarono i sei casi distinti di triangoli con un angolo retto nella trigonometria sferica. Regiomontano fu forse il primo matematico in Europa che si occupò di trigonometria come disciplina matematica distinta, nel suo De triangulis omnimodus scritto nel 1464, come nel suo successivo Tabulae directionum che includeva una funzione equivalente alla moderna tangente, sebbene non venisse nominata esplicitamente.
Nel XIII secolo, il matematico persiano Nasir al-Din Tusi enunciò la legge dei coseni e ne fornì una dimostrazione. Nell'opera del matematico persiano Ghiyath al-Kashi (XIV secolo), vi sono tavole trigonometriche che forniscono i valori della funzione seno con una precisione di quattro cifre sessagesimali (che equivale ad 8 cifre decimali) per ogni argomento per intervalli di 1°, con le differenza da aggiungere per ogni sessantesimo di grado. Il matematico (e imperatore) timuride Ulugh Ben (XIV secolo) costruì accurate tavole trigonometriche di seni e tangenti con una precisione di 8 cifre decimali.
Il matematico indiano Madhava di Sangamagramma (1350 ca. - 1425 ca.) fece grandi progressi nell'analisi matematica delle funzioni trigonometriche e delle loro espansioni in serie infinite. Egli sviluppò il concetto di serie di potenze e serie di Taylor, e produsse le espansioni in serie trigonometriche per le funzioni seno, coseno, tangente ed arcotangente. Utilizzando le approssimazioni tramite serie di Taylor per il seno ed il coseno, egli ottenne una tavola per il seno con 12 posizioni decimali di precisione ed una tavola per il coseno a 9 decimali. Fornì anche le serie di potenze per π, π/4, il raggio, il diametro, la circonferenza e l'angolo θ in termini di funzioni trigonometriche. Le sue opere furono estese dai suoi discepoli della scuola di Kerala fino al XVI secolo.
L'Opus palatinum de triangulis di Rheticus, uno studente di Niccolò Copernico, fu probabilmente la prima a definire le funzioni trigonometriche direttamente in termini di triangoli rettangoli piuttosto che di cerchi; essa conteneva anche tavole per tutte le sei funzioni trigonometriche; quest'opera fu completata dallo studente di Rheticus Valentin Otho, nel 1596.

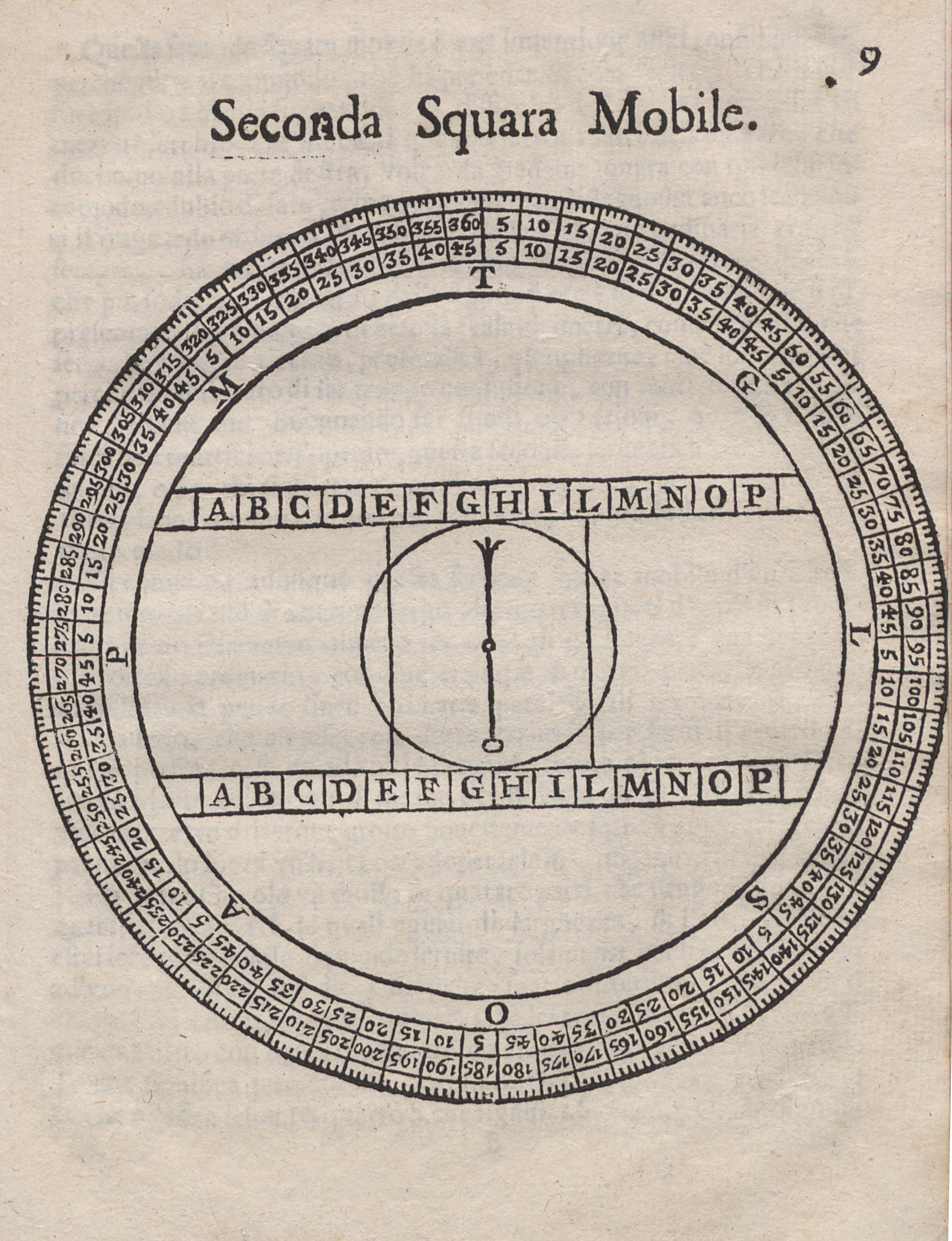
Antonio Sangiovanni, Seconda squadra mobile et aritmetica, 1686

Nel XVI secolo fiorirono le invenzioni di strumenti atti a facilitare i calcoli trigonometrici, tra questi la squadra mobile messa a punto dal veneziano Ottavio Fabri.
L'Introductio in analysin infinitorum (1748) di Leonardo Eulero ebbe il merito di stabilire la moderna trattazione analitica delle funzioni trigonometriche in Europa, definendole tramite serie infinite e presentando la formula di Eulero eix = cos(x) + i sin(x). Eulero uso le abbreviazioni sin., cos., tang., cot., sec., e cosec. rimaste quasi invariate anche nell'uso moderno. Brook Taylor definì in generale le serie di Taylor e fornì gli sviluppi in serie e le approssimazioni di tutte le sei funzioni trigonometriche. Anche le opere di James Gregory e Colin Maclaurin ebbero una notevole influenza nello sviluppo delle serie trigonometriche.